# 前川楓
前川 楓（まえがわ かえで、1998年2月24日 - ）は、義足（右脚切断）の陸上競技選手。リオデジャネイロパラリンピック日本代表。東京パラリンピック日本代表。パリパラリンピック日本代表。

## 略歴
三重県津市に生まれる。中学校ではバスケットボール部に所属していたが、3年生の時に交通事故に遭い、右大腿部を切断する 。中学校の卒業式では日本テレビの番組『スッキリ!!』の企画で家入レオと共演している。津市立育生小学校、津市立橋南中学校の卒業後、三重県立津東高等学校に進学。三重短期大学に入学し、生活科学学科食物栄養学専攻を専攻。2020年に栄養士免許を取得する。新日本住設所属。
2020年8月25日、義足の女性たちをモデルに起用したファッションショー「切断ヴィーナス」に出演。

## 主な実績
- 2015年:ドーハIPC陸上競技世界選手権大会 100m 7位
- 2016年:
  - リオデジャネイロパラリンピック 女子走り幅跳び 4位入賞[8]
  - 同上 陸上女子100m 7位入賞[9]
- 2017年:
  - ロンドン世界パラ陸上競技選手権大会 走り幅跳び 2位
  - 同上 100m 5位
- 2018年:アジアパラ競技大会 100m2位
- 2019年:ドバイ世界パラ陸上競技選手権大会 走り幅跳び4位、100m8位
- 2021年:東京パラリンピック 走り幅跳び4位
- 2024年[1]:
  - 世界パラ陸上競技選手権大会 走り幅跳び 3位
  - 同上 100m 3位
  - 日本パラ陸上競技選手権大会 走り幅跳び 優勝

## 表彰
- 津市スポーツ栄誉賞 (2016年）[10]